# 特朗普世界大廈
特朗普世界大廈（英語：Trump World Tower）是位於美國紐約市曼哈頓中城第一大道47街和48街之間聯合國廣場845號的一座住宅用摩天大樓，開工於1999年，竣工於2001年。特朗普世界大廈的設計者是建築家Costas Kondylis，樓高262米，共有72層（但內部的電梯按鍵到90層），外表為深棕色玻璃。

## 外部連結
- 官方网站
- Structurae数据库中Trump World Tower的数据
- 3D View of World Tower apartment
- CityRealty （页面存档备份，存于） Trump World Tower